# رادیم نیچ
رادیم نیچ (چکی: Radim Nyč؛ زادهٔ ۱۱ آوریل ۱۹۶۶ در لیبرک) اسکی‌باز صحرانوردی سابق اهل چکسلواکی است که از سال ۱۹۸۸ تا ۱۹۹۴ مسابقه می‌داد. او در بازی‌های المپیک زمستانی ۱۹۸۸ در کلگری مدال برنز را در رله ۴ × ۱۰ کیلومتر به‌دست آورد.